# Reddingsdaadbond
La Reddingsdaadbond (ligue pour le sauvetage de la nation en afrikaans ou RDB) est un fonds de soutien à caractère chrétien, créé le 8 décembre 1939 par le révérend John Daniel Kestell (1854-1941), sur une initiative prise par l'Afrikaner Broederbond lors du Volkskongres à Bloemfontein (1938). Son objectif est d'une part de réduire les écarts de vie des Afrikaners entre les zones urbaines et les zones rurales et d'autre part de promouvoir l'emploi des Afrikaners urbanisés.

## Devise
Glorifiant l'action collective par rapport à l'action individuelle, la devise du RDB est Le peuple se sauve par lui-même ! (n Volk red homself !).

## Historique

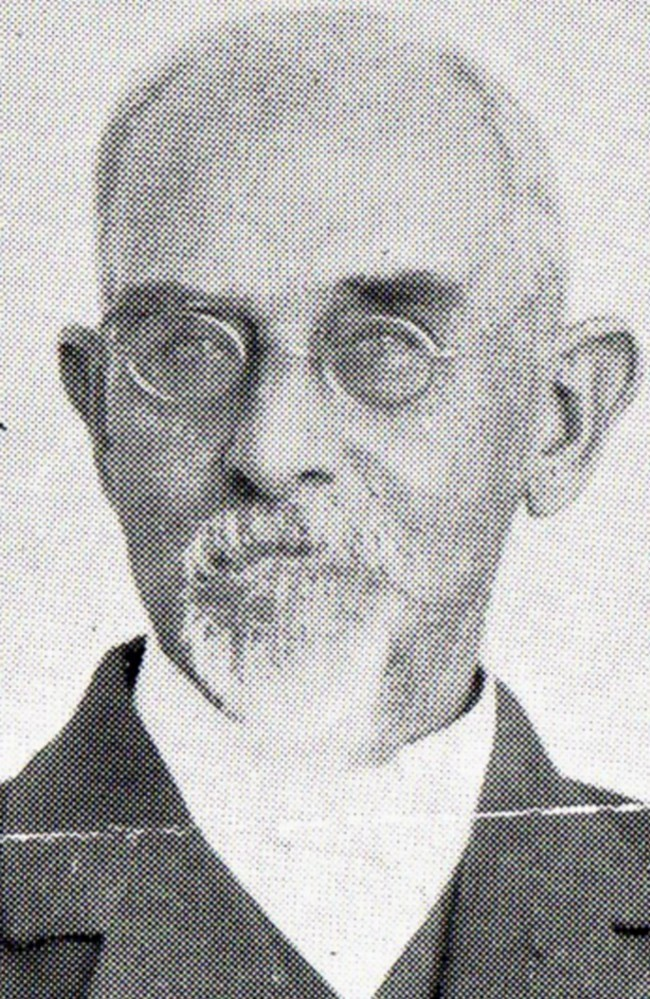
John Daniel Kestell (1854-1941), fondateur du Reddingsdaadbond

Dans le contexte de la crise économique des années 30 et d'un système de production dominé par le capitalisme britannique, le RDB, sur la base d'une solidarité ethnique, devait mobiliser l'argent disponible des Afrikaners en faveur de leur communauté, particulièrement ceux en situation de pauvreté (poor whites afrikaners), afin de financer des activités culturelles, des formations à l’entrepreneuriat, au commerce et encourager les Afrikaners à fonder leurs entreprises ou aider celles-ci à se développer.
La moitié des fonds collectés fut affectée à une société d'investissement et l'autre moitié mis à disposition de l'institut économique de la Fédération des organisations culturelles afrikaans, laquelle distribuait 10 % des fonds reçus aux instituts de bienfaisance et aux églises, les 90% restant étant placés dans les sociétés contrôlés par les Afrikaners tels que Sanlam ou Volkskas. 
Ce fonds de soutien, dirigé par des descendants des Voortrekkers et qui comptait 70 000 membres et 400 succursales après la fin de la seconde guerre mondiale, fut dissous en 1957. L'un de ses premiers dirigeants fut le Dr. Nico Diederichs, plus tard ministre des Finances et président de l'État.

L'institution du Helping hand développé par le syndicat Solidariteit est souvent considérée comme une version moderne du Reddingsdaadbond.

## Sources